# Route des Vergers
De Route des Vergers is een bewegwijzerde toeristische autoroute in Wallonië. De 86 kilometer lange route door het Land van Herve is bewegwijzerd met zeshoekige borden. De route loopt door Herve, Blegny, Dalhem, Wezet, Aubel, Welkenraedt, Limbourg, Battice.